# Aldo Rebelo
José Aldo Rebelo Figueiredo (Viçosa, 23 de febrero de 1956) es un periodista y político brasileño, miembro del Partido Democrático Laborista. Fue miembro y presidente de la Cámara de Diputados de Brasil y ministro en los gabinetes de Lula da Silva y Dilma Rousseff.

## Biografía

### Primeros años
Estudió derecho en la Universidad Federal de Alagoas, sin finalizar los estudios.
Inició su carrera política en el movimiento estudiantil. En 1978, asumió la dirección del Centro Académico de Derecho de la Universidad Federal de Alagoas. Fue elegido presidente de la Unión Nacional de Estudiantes (UNE) en 1980 y participó en la fundación de la Unión de la Juventud Socialista (UJS) en 1983, brazo juvenil del Partido Comunista de Brasil (PCdoB). En 2001 llegó a la vicepresidencia nacional del PCdoB.

### Actividad legislativa
Fue diputado federal por el estado de São Paulo por seis mandatos. Fue elegido por primera vez en 1991 por el PCdoB, participando en la reforma constitucional de 1993. Fue reelecto para las legislaturas de 1995 a 1999; 1999 a 2003; 2003 a 2007; 2007 a 2011 y 2011 a 2015. En la elección de 1990 obtuvo 29 554 votos y en 1994, 45 240 votos. En las elecciones de 1998 obtuvo 84 288 votos; en 2002, 134 241 votos; en 2006 169 621 votos y en 2010 132 109.
Durante sus seis períodos en el Congreso presentó 225 proyectos, siendo dos transformados en ley. Uno de sus proyectos de ley más conocidos fue el de limitación de extranjerismos en el idioma portugués. También propuso declarar al 31 de octubre como día nacional del Sací pererê, en reemplazo del Halloween. Fue uno de los principales articulistas del Código Forestal Brasileño (sancionado en 2012) que acabó siendo aprobado con vetos parciales de la entonces presidenta Dilma Rousseff. El proyecto fue duramente criticado por ambientalistas y organizaciones del medio ambiente.
También fue líder de la bancada del PCdoB y líder del Gobierno. Además, presidió la comisión de relaciones exteriores y de defensa nacional, y fue diputado al Parlamento Latinoamericano.
Fue presidente de la Cámara de Diputados entre el 28 de septiembre de 2005 y el 31 de enero de 2007. Fue elegido por 258 votos a 243.

### Actividad como ministro

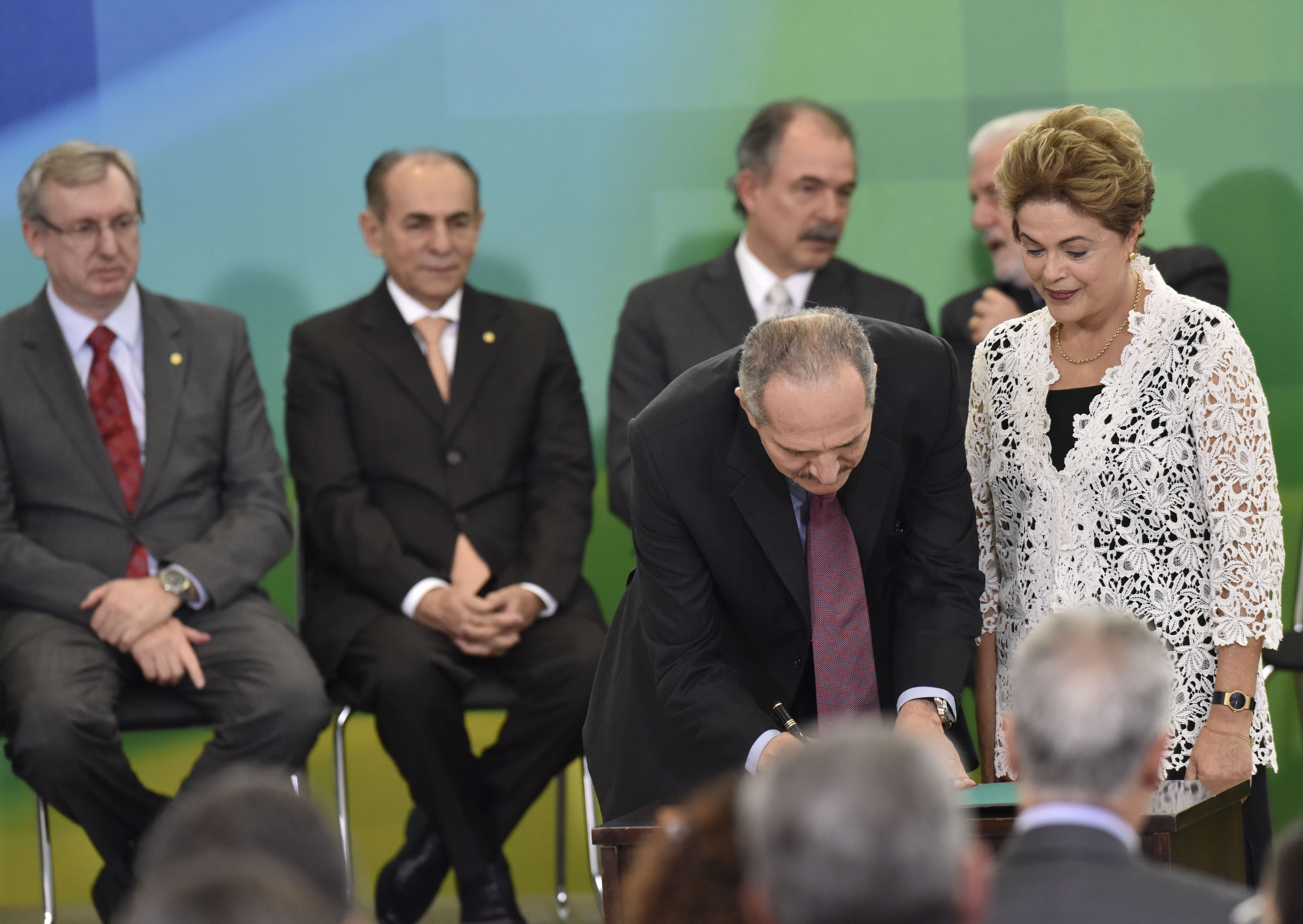
Ceremonia de posesión como ministro de defensa (octubre de 2015).

Fue ministro de la Secretaría de Coordinación Política y Relaciones Institucionales, vinculada a la Presidencia de la República, del 23 de enero de 2004 al 20 de julio de 2005, durante la presidencia de Luiz Inácio Lula da Silva.
Entre el 27 de enero de 2007 y 1 de enero de 2015 fue ministro de deportes, desarrollándose durante su cargo la Copa Mundial de Fútbol de 2014, quedando a cargo de la interlocución con la FIFA y de comandar las acciones del gobierno federal brasileño para la preparación de la competición. En enero de 2015 asumió como titular del ministerio de ciencia, tecnología e innovación, del cual salió el 2 de octubre de 2015 para asumir al frente del ministerio de defensa, ocupando el cargo hasta el 12 de mayo de 2016.

### Otras actividades políticas
En las elecciones municipales de 2008, fue candidato a vicealcalde de São Paulo, acompañando en la fórmula a Marta Suplicy. En la primera vuelta obtuvieron 32,79 % de los votos válidos (2 088 329 votos). En la segunda vuelta fueron derrotados para la coalición del alcalde Gilberto Kassab, de Demócratas, que tuvo el 60,72 % de los votos válidos.
Se desligó del PCdoB el 14 de agosto de 2017. Se afilió al Partido Socialista Brasileño (PSB) el 25 de septiembre de 2017. El 12 de abril de 2018 se desfiló del PSB por oponerse a una posible candidatura del exministro del Supremo Tribunal Federal (STF) Joaquim Barbosa, y se afilió el mismo día a Solidaridad (SD). El 16 de abril de 2018 fue lanzado como precandidato a presidente por el SD. El 26 de julio de 2018 retiró oficialmente su candidatura después del partido decidiera apoyar la candidatura de Geraldo Alckmin.
El 22 de agosto de 2018 asumió como secretario jefe de la Casa Civil del estado de São Paulo, bajo el gobernador Márcio França.

## Obras publicadas
- CBF-Nike, publicado junto con el diputado Sílvio Torres, 2001;
- Política de Defesa para o Século XXI; y Política Externa para o Século XXI, ambos publicados en 2003;
- Forças Armadas e Soberania Nacional;
- Reforma Tributária – Temas e Dilemas, publicado en 2008, con el profesor de la Universidade Estadual Paulista, Luís Antônio Paulino;
- Palmeiras X Corinthians 1945 – O Jogo Vermelho, 2009;
- Raposa Serra do Sol: o índio e a questão nacional, 2010.[23]

## Curiosidad
Aficionado al fútbol, es un fanático declarado de Palmeiras.

## Condecoraciones
- Brasil:
  - Gran oficial de la Orden de Río Branco (2002).[3]
  - Gran oficial de la Orden del Mérito Aeronáutico (2002).[3]
  - Gran oficial de la Orden del Mérito de la Defensa (2002).[3]